# Изјава
„Изјава” је југословенски ТВ филм из 1982. године који је режирао Марио Фанели.

## Улоге
| Глумац                | Улога                 |
| --------------------- | --------------------- |
| Божидар Орешковић     | Томо Јуришић          |
| Јован Личина          | директор Лука Сић     |
| Зденка Хершак         | шеф рачуноводства Ива |
| Слободан Димитријевић | Марко                 |
| Мустафа Надаревић     | Божо                  |
| Угљеша Којадиновић    | Лаци                  |
| Стево Крњајић         | Јура                  |
| Сабрија Бисер         | Илија Моћуг           |
| Божидарка Фрајт       | Томина жена           |
| Миа Оремовић          | Томина газдарица      |
| Реља Башић            | Стипе                 |
| Мирко Војковић        | портир Филип          |